# Francisco Gabica
Francisco Gabicagogueascoa Ibarra, conhecido como Francisco "Patxi" Gabica (Ispáster, 31 de dezembro de 1937 − Lequeitio, 7 de julho de 2014), foi um ciclista espanhol, profissional desde 1961 a 1972, conseguindo 21 vitórias nesse período, entre as que destaca a Volta a Espanha de 1966.
Participou em seis ocasiões no Tour de France, atingindo como melhor resultado a sétima posição em 1966. No Giro d'Italia ganhou uma etapa, foi 8.º em 1967 e 9.º em 1968.

## Palmarés
| - 1961 - 1 etapa da Bicicleta Basca - 1962 - G.P. Primavera - 1963 - 1 etapa do Circuito Montanhês - 1964 - 1 etapa da Volta à Catalunha - 1 etapa da Dauphiné Libéré - Campeonato Basco-Navarro de Montanha, actual G.P. Miguel Indurain - 1965 - 2 etapas da Volta a Levante - 2 etapas da Volta à Catalunha - G.P. Zumaia | - 1966 - Volta a Espanha , mais 1 etapa - 1 etapa da Dauphiné Libéré - 1967 - 1 etapa do Giro d'Italia - Campeonato da Espanha de Regiões contrarrelógio (na Biscaia) - 1968 - Classificação da montanha da Volta a Espanha - 1 etapa da Volta à Catalunha - 1970 - GP Villafranca de Ordizia |

## Resultados em Grandes Voltas e Campeonato do Mundo
Durante a sua carreira desportiva conseguiu os seguintes postos nas Grandes Voltas e nos Campeonatos do Mundo em estrada:
| Carreira           | 1961 | 1962 | 1963 | 1964 | 1965 | 1966 | 1967 | 1968 | 1969 | 1970 | 1971 | 1972 |
| ------------------ | ---- | ---- | ---- | ---- | ---- | ---- | ---- | ---- | ---- | ---- | ---- | ---- |
| Giro d'Italia      | -    | -    | -    | -    | -    | -    | 8.º  | 8.º  | -    | -    | 33.º | -    |
| Tour de France     | -    | -    | 14.º | 13.º | 10.º | 7.º  | -    | -    | 24.º | 23.º | -    | -    |
| Volta a Espanha    | 30.º | 5.º  | 5.º  | 9.º  | 6.º  | 1.º  | Ab.  | 13.º | 16.º | 22.º | 35.º | -    |
| Mundial em Estrada | -    | -    | -    | 22.º | 9.º  | -    | 33.º | -    | -    | -    | -    | -    |

-: Não participa

Ab.: Abandono

## Equipas
- Kas (1961-1967)
- Fagor (1968-1969)
- Kas (1970-1972)